# Charles Beauclerk (hrabia Burford)
Charles Francis Topham de Vere Beauclerk (ur. 22 lutego 1965), brytyjski arystokrata, jedyny syn Murraya Beauclerka, 14. księcia St Albans i Rosemary Scoones, córki dr Francisa Scoonesa. Dziedzic tytułu księcia St Albans (z tego tytułu przysługuje mu tytuł hrabiego Burford), w prostej linii potomek króla Karola II Stuarta.
29 grudnia 1994 r. poślubił kanadyjską aktorkę Louise Ann Robey (ur. 14 marca 1960), córkę Malcolma i Dallas Robey'ów. Małżonkowie rozwiedli się w 2001 r. Mieli razem jednego syna, który po rozwodzie zamieszkał z ojcem:
- James Malcolm Aubrey Edward de Vere Beauclerk (ur. 2 sierpnia 1995), lord Vere of Hanworth

Lord Burford jest przez niektórych określany mianem ekscentryka, przez innych polihistora, myśliciela z głęboką wiedzą na różne tematy, od astrologii, przez literaturę, historię, mistykę, aż do filozofii. Sławę uzyskał podczas debaty nad ustawą o Izbie Lordów w 1999 r., konkretnie poprawki dotyczącej praw wyborczych dla parów dziedzicznych (do których zalicza się jego ojciec). Burford wdarł się wtedy na miejsce Przewodniczącego Izby i ogłosił ustawę zdradą stylu życia i kultury Wielkiej Brytanii. Jest również autorem dobrze przyjętej biografii swojej przodkini, Nell Gwyn (kochanki króla Karola II i matki 1. księcia St Albans), opublikowanej w 2005 r.
Był również jednym z pierwszych kandydatów w wyborach do Izby Gmin wystawionych przez Partię Demokratyczną. Wybory odbyły się w 1999 r., a lord Burford startował w okręgu Kensington and Chelsea. Nie uzyskał jednak powodzenia, przegrywając z kandydatem konserwatystów, Michaelem Portillo.
Burford jest potomkiem Edwarda de Vere'a, 17. hrabiego Oxford i jest głównym promotorem teorii, jakoby to właśnie jego przodek był autorem sztuk Shakespeare'a.